# 8 × 50 мм R Mannlicher
8×50 mm R Mannlicher — австро-венгерский унитарный винтовочный патрон с гильзой с выступающей закраиной.

## История

### M88
Патрон 8×50mmR Mannlicher был разработан в 1888 году для винтовки Mannlicher M1888, известной также как Repetier-Gewehr M.88, улучшенной модификации Mannlicher M1886. В винтовке M.88 (а также более поздних M.88/90 и M.90) использовался несколько изменённый по сравнению с M.86 затвор. Многие M.86 были переделаны под новый патрон, (после переделки именовались M.86/88 и M.86/90). Первоначально патрон назывался 8 mm M.1888 scharfe Patrone. Он снаряжался 16-граммовой тупоконечной (закруглённой) пулей и 3,85 граммами прессованного дымного пороха, который позволял пуле развить скорость 530 м/сек при стрельбе из ствола длиной 30 дюймов.

### M90
Приблизительно к 1890 году патрон был переделан под нитропорох. В этом направлении Австро-венгерские учёные повторяли путь своих французских коллег, в частности Поля Вьеля, чей «Порох Б» использовался в первом в мире патроне с бездымным порохом 8×50 мм R Лебель.
 Новый вариант был назван 8 mm M.1890 scharfe Patrone или "Nitro-Patrone". Пуля у него была та же, что и раньше, но заряд нового «ружейного пороха» (Gewehrpulver) был уменьшен до 2,67 граммов. С таким зарядом начальная скорость пули достигала 590 м/сек при стрельбе из переделанных винтовок системы Манлихера M.88/90 и M.86/90.

### M93
С 1893 года патрон снаряжался полностью бездымным порохом. Теперь он назывался 8 mm M.1893 scharfe Patrone, пуля оставалась всё той же, как и вес порохового заряда, изменился сам порох — теперь это был новый Gewehrepulver M.1892. Начальная скорость пули возросла до 620 м/сек при стрельбе из винтовок M.88/90 и M.95, для карабинов M.90 и M.95 это значение было примерно на 61 м/сек меньше. Позже большая часть этого оружия была перестволена под патрон 8×56 мм R.

## Коды изготовителей
На дне гильзы наносились 4 линии, разделяющие её на 4 сектора. На местах, соотвющих условным 9 и 3 часам обозначался год выпуска (например 18-99), на 12 — месяц (напр. V) a на 6 — код производителя:
- B — Berndorfer Metallwaren Fabrik Artur Krupp, Берндорф
- BMF — Berndorfer Metallwarenfabrik, Берндорф
- C — Berndorf/Niderosterreich Fabrik Cornides, St. Vert/NO
- GA (монограмма) —  Maschinen -und Waggonbaufabrik A.G., Wiedeń Simmering
- GR (монограмма) — Georg Roth, Вена
- K&C — Keller & Company, Хиртенберг
- H — Hirtenberger Patronen — Züdhütchen und Metallwarenfabrik, Хиртенберг
- W — Manfred Weiss, Будапешт
- SB — Sellier-Bellot, Прага (до 1918 года)
- стилизованный двуглавый орёл —AK Wöllersdorf, K.k. Munitionsfabrik , Воллерсдорф.

## Патрон 8×50 мм R Mannlicher в наши дни
Британская фирма BSA производила винтовки системы Энфилда под патрон 8×50 мм R Mannlicher (обозначавшиеся "8mm (.315")") задолго до Первой мировой войны до 1930-х гг. Основанная британцами оружейная фабрика в Ишапуре также выпускала подобное оружие, что позволяло обойти ограничения британской колониальной администрации на использование гражданскими лицами армейских боеприпасов казённого образца.

Фабрика в Тируччираппалли по сей день выпускает их под маркой IOF.315 Sporting Rifle

## Переснаряжение
Переснаряжение патронов 8×50 мм может производиться стрелками-любителями посредством обрезки под требуемый размер гильз 8×56 мм R или 7,62×54 мм R и использования пуль .323" (хотя наилучших результатов можно достигнуть с пулей .329"). Матрицы для этого выпускают различные фирмы, в частности, RCBS.
Однако, следует учитывать, что давление пороховых газов обычного заряда может быть чрезмерным для винтовок старых моделей (M.88, M.86/88, M.86/90 и M.88/90).